# Jean-Henri de Coene

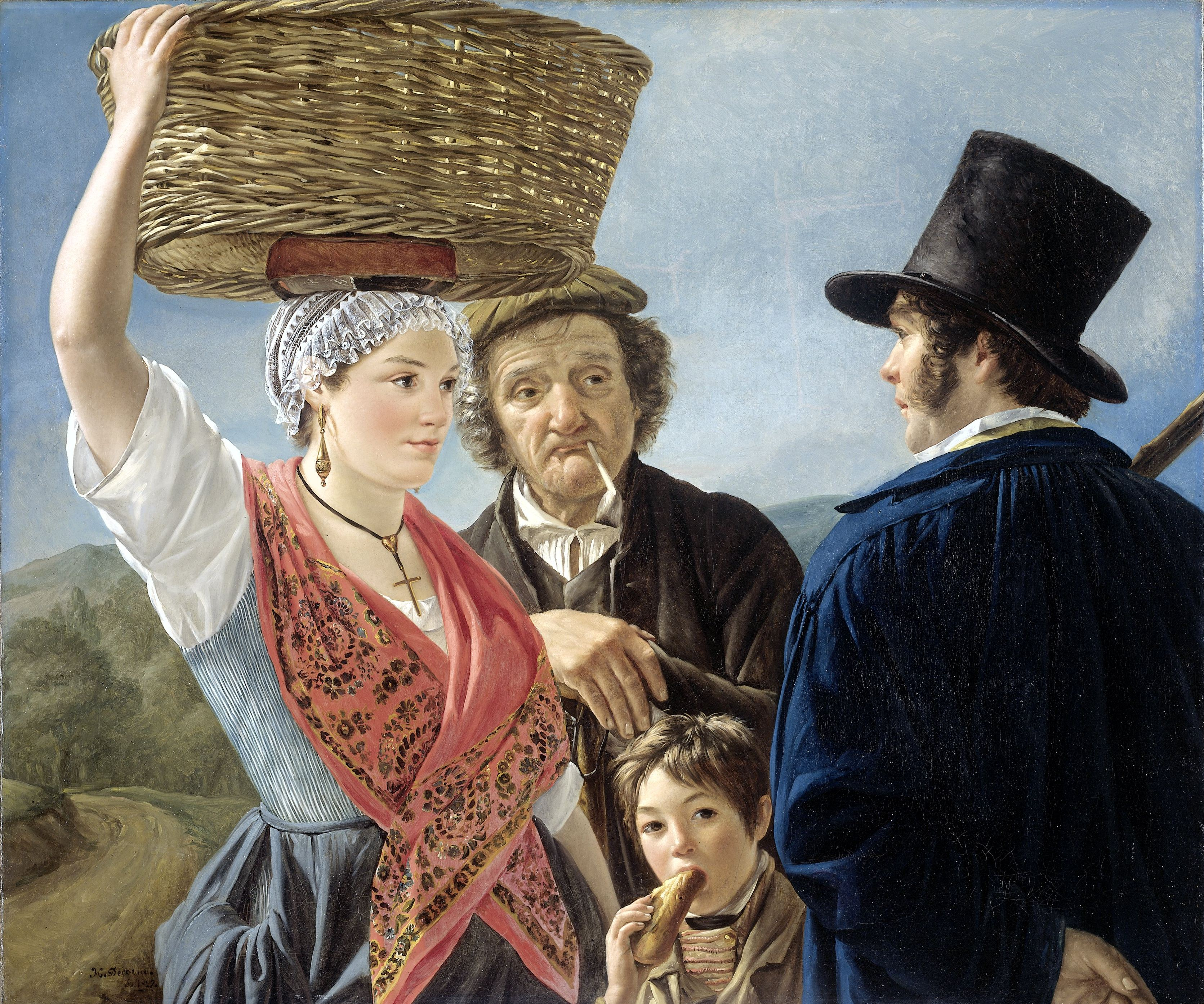
Marktneuheiten

Jean-Henri de Coene (* 1798 in Nederbrakel; † 1866 in Brüssel) war ein belgischer Maler von Genreszenen und Landschaften sowie Kunstpädagoge.
De Coene war nach 1816 Schüler von Jacques-Louis David während seines Exils in Brüssel, dann von Joseph Paelinck. 1820 erhielt er die Medaille für die beste Zeichnung aus einer Komposition von Quentin Massys.
Jean-Henri de Coene malte meist anekdotische und sentimentale Genreszenen, oft in den Kostümen des 17. Jahrhunderts. Seltener malte er Landschaften. Seine bekanntesten Werke erschienen in Form von Lithografien.
Ein Gemälde widmete er 1842 dem römisch-katholischen Kanoniker und Ordensgründer Peter Joseph Triest (1760–1836).
De Coene wurde zum Professor an der Akademie von Brüssel berufen.
Jean-Henri de Coene wurde mit dem Ritterkreuz des belgischen Leopoldsorden ausgezeichnet. Er war auch Mitglied der Ehrenlegion.